# Asal Saparbaeva
Asal Saparbaeva (uzb:Asal Saparboeva, kyrillisch: Асал Сапарбаева, geboren am 7. Februar 1994) ist eine usbekische ehemalige Kunstturnerin und Mitglied der nationalen Olympiamannschaft Usbekistans seit 2007. Bronzemedaillengewinner der Asienspiele 2010 und beim FIG World Cup 2014 in Portugal. Sie hat an den Asian Games 2010 2014, den South Central Asian Gymnastics Championships Dhaka 2011 und der Bronzemedaillengewinnerin bei den Artistic Gymnastics World Championships 2014 teilgenommen.

## Sportliche Karriere
Asal war im Alter von 5 bis 21 Jahren im professionellen Turnen tätig. 2007 wurde sie in das Team für rhythmische Gymnastik von Usbekistan aufgenommen.
Auszeichnungen: Nationalmeisterin Usbekistan in 2010,  Bronzemedaillengewinner der Asian Games in China, Guangzhou 2010 und Zentral- und Südasienmeisterschaft Turnen in Bangladesch, Dhaka 2011. Bronzemedaillengewinner der Weltmeisterschaft 2014 in Portugal, Anadia. Wegen der Verletzung beendete sie ihre Sportkarriere  in 2015.